# Prosotas ella
Prosotas ella är en fjärilsart som beskrevs av Lambertus Johannes Toxopeus 1930. Prosotas ella ingår i släktet Prosotas och familjen juvelvingar. Inga underarter finns listade i Catalogue of Life.

## Bildgalleri

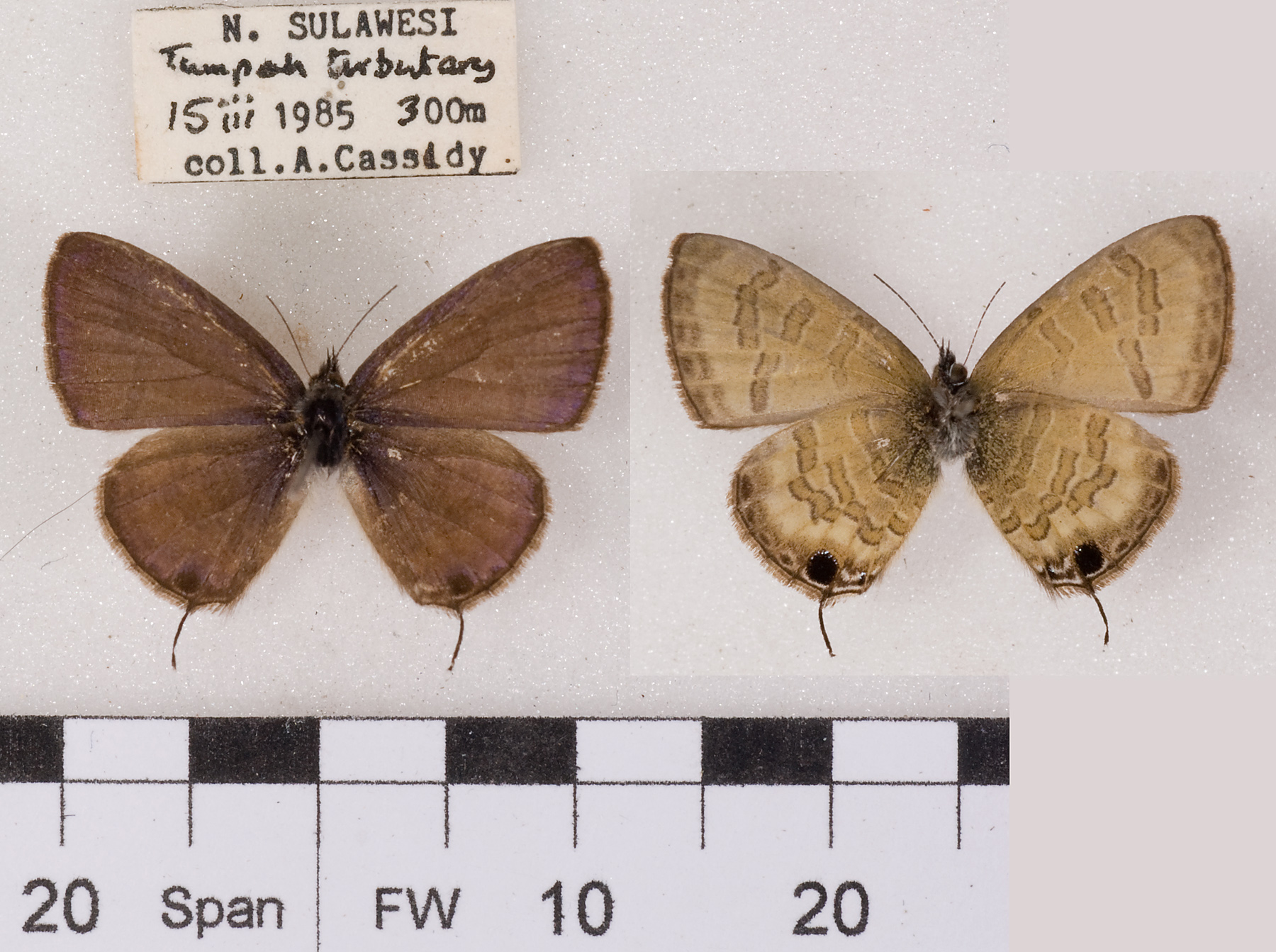